# La'Roi Glover
La'Roi Damon Glover (San Diego, 4 luglio 1974) è un ex giocatore di football americano statunitense che ha giocato nel ruolo di defensive tackle nella National Football League (NFL). Fu scelto nel corso del quinto giro (166º assoluto) del Draft NFL 1996 dagli Oakland Raiders. Al college giocò a football alla San Diego State University.

## Carriera professionistica

### Oakland Raiders
Gli Oakland Raiders scelsero Glover nel corso del quinto giro del Draft 1996. Debuttò nella NFL il 19 novembre, mettendo a segno due tackle contro i Minnesota Vikings. L'unica altra gara della stagione la disputò la domenica successiva contro i Seattle Seahawks nella defensive line e negli special team. Nella stagione 1997 giocò in prestito ai Barcelona Dragons della NFL Europa.

### New Orleans Saints
Il giorno dopo che fu svincolato dai Raiders, Glover firmò coi New Orleans Saints il 25 agosto 1997. Anche se disputò come titolare solo due gare su 15 nel 1997, Glover fece registrare 6,5 sack, un fumble forzato, uno recuperato e 24 tackle. Nel 1998, Glover giocò 15 partite come titolare e totalizzò 59 tackle, 10 sack, tre fumble forzati e un intercetto, venendo inserito nel Second-team All-Pro dall'Associated Press.
Glover fu un solido titolare per tre stagioni sotto la direzione di Mike Ditka ma la sua carriera ebbe una svolta quando Jim Haslett fu assunto come capo-allenatore dei Saints nel 2000. Quell'anno guidò la NFL con 17 sack, un'impresa rara e solo la seconda della storia per un defensive tackle, venendo premiato come difensore dell'anno della NFC. Fu anche unanimemente inserito nel First-team All-Pro, venendo convocato per il Pro Bowl, contribuendo alla prima vittoria nei playoff della storia della franchigia.

### Dallas Cowboys
Dopo cinque annate d'alto livello coi Saints, i Dallas Cowboys gli fecero firmare un contratto pluriennale. Durante il suo periodo nel Texas, Glover cementificò il suo status di uno dei migliori defensive tackle della NFL, contribuendo con il suo carisma nello spogliatoio a fare tornare la squadra ai playoff dopo due stagioni terminate con un record di 5-11. Mentre si trovava a Dallas fu convocato per quattro Pro Bowl consecutivi (2002-2005) e nominato All-Pro nel 2002 e 2003. Disputò tutte le 64 gare disponibili nei quattro anni coi Cowboys, totalizzando 21,5 sack e 5 fumble forzati.

### St. Louis Rams
Nel 2006 Glover firmò come free agent coi St. Louis Rams, riunendosi con Jim Haslett. Il 22 giugno 2009 annunciò il suo ritiro dal football professionistico. Dopo una decorata carriera, fu inserito nella formazione ideale della NFL degli anni 2000.

## Vittorie e premi
- Convocazioni al Pro Bowl: 6

2000, 2001, 2002, 2003, 2004, 2005
- All-Pro: 4

1998, 2000, 2002 , 2003
- Leader della NFL in sack: 1

2000
- New Orleans Sains Hall of Fame
- Formazione ideale della NFL degli anni 2000

## Statistiche
| Tackle totali  | 433  |
| Sack           | 83,5 |
| Intercetti     | 2    |
| Fumble forzati | 16   |